# 基輔的安娜
基輔的安娜是基辅大公智者雅罗斯拉夫之女，1051年嫁给法兰西国王亨利一世成为法兰西王后，亨利一世死后，安娜擔任年幼的儿子腓力一世的摄政。后来安娜改嫁瓦盧瓦的拉乌尔四世。